# 2011年中国南方水灾
2011年中国南方水灾是从2011年6月上旬起发生在中国南方的四川、湖南、湖北、贵州、江西、浙江、安徽、福建、重庆等多个省市因强降雨而引发的严重水灾，其中尤以湖南、湖北、江西和贵州最为严重。
在水災前，長江中下游不少地區發生旱災。

## 造成损失
截至6月11日统计，入汛以来全国累计有13个省份发生洪涝灾害，受灾人口848万人，因灾死亡94人，失踪78人。

### 人员伤亡
截止6月13日，媒体报道说有105人死亡，63人失踪。
截止6月17日，非正式的报道统计为有178人死亡，68人失踪。

### 财产损失
6月17日，媒体报道说这轮降雨造成的直接经济损失达人民幣（以下同）128.3亿元（19.8亿美元），如果将之前的水灾损失加起来，2011年累计水灾损失已达33亿美元。

## 应对措施
针对当前长江中下游严峻的防汛形势，国家防总决定6月11日11时启动防汛Ⅲ级应急响应。中央气象台预计，未来5天南方大部降雨天气持续，长江中下游地区还将迎来6月的第三轮强降雨过程，安徽、江西部、湖北、湖南等地发生地质灾害可能性大。

## 各地灾情

### 湖北省

#### 咸宁市
6月9日晚至10日凌晨，湖北省东部、南部出现大到暴雨。强降雨引发当地山洪、泥石流灾害，其中通城、崇阳、赤壁三地出现内涝、山体滑坡、泥石流等地质灾害。

##### 通城县
6月9日晚上8点至10日凌晨5点，湖北咸宁市普降大到暴雨。河水泛滥、暴雨积水，致使通城县城关一片汪洋，平均水深60至90毫米，最深2米以上，县城内交通瘫痪，暴雨还造成城区大面积停电。6万多居民被困，目前已死亡22人、失踪5人，直接经济损失12亿元。截至6月11日8时10分，城关已转移5万多人。

据中国中央电视台报道，通城县隽水小学受损严重，关刀镇台源村受灾严重。

### 湖南省

#### 岳阳市
6月10日零时至6时，湖南岳阳市境内局部地区遭遇300年一遇的降雨。强降雨造成的山洪泥石流地质灾害致18人死亡、28人失踪。

#### 益阳市

##### 桃江县
6月10日20时30分，湖南省桃江县马迹塘镇月形湾村发生一起严重的山体滑坡自然灾害，致3栋房屋被山体掩埋，8人失踪。

#### 安化县
截至2011年6月12日，据中央电视台报道，安化县境内52公里路段被毁。

### 江西省
此前严重春夏连旱的江西省，9日晚开始迎来一轮强降雨，在干旱橙色警报刚解除之后，局部地区又面临较为严重的洪涝灾害。因山体滑坡造成房屋倒塌，修水县1人身亡，另有3人失踪。丰城市出现200米山体开裂，多处房屋墙体开裂，目前居民已转移到安全地带。

#### 九江市

##### 武宁县
武宁县部分通村道路因塌方、水淹而受阻，低洼处多处民房被淹，该县2.2万多户电力中断。

##### 修水县
6月12日，江西修水县白岭镇蕉洞源村南坪山塘出现溃堤险情，洪水漫过坝体顶部，将山塘坝体冲刷出一个约20米宽的缺口，造成下游坝坡大面积塌方。有关部门迅速采取措施泄洪，降低水位以解除险情。同时，为应对可能到来的新一轮强降水，下游群众近600人被安全转移。

##### 武宁县
武宁县部分通村道路因塌方、水淹而受阻，低洼处多处民房被淹，该县2.2万多户电力中断。

#### 宜春市

##### 丰城市
丰城市出现200米山体开裂，多处房屋墙体开裂，目前居民已转移到安全地带。

#### 景德镇市
景德镇市部分市区也出现较严重内涝。

##### 余干县
15日，余干县荷包山水库(小二型)出现漫顶险情，新余市渝水区沟坑水库(小二型)外坡出现滑坡渗漏险情。

##### 乐平市
乐平市乐北联圩(5万亩)、镇桥联圩出现裂缝、泡泉、漫顶等险情；续湖联圩、牌楼圩(1万-5万亩)，西湖桥圩(千亩)洪水漫顶，进水受淹。经全力抢险，目前险情基本得到控制。

### 福建省
6月12日，福建省汀江、雁石溪发生超警洪水。

### 浙江省
- 截止6月15日，17个县市有2059人已经被转移，79间房屋倒塌，2370公顷农田被毁[6]。
- 6月16日: 报道有2500间房屋倒塌[7]。两个堤岸出现裂口淹没两个镇和21个村庄[8]，导致12万人被转移[9]。
- 6月17日: 报道说钱塘江高于警戒水位2.4米，成为自1955年以来的最高水位[7]。

### 贵州省
2011年6月6日贵州省望谟县发生洪水泥石流灾害。截至2011年6月13日，水灾受损学校开始复课。